# باشگاه فوتبال والمیرا
باشگاه فوتبال والمیرا یا به اختصار والمیرا یک باشگاه فوتبال لتونیایی است که در لیگ برتر فوتبال لتونی، بالاترین بخش فوتبال لتونی بازی می‌کند. این باشگاه در شهر والمیرا مستقر است. با قهرمانی در لیگ ۱ لتونی (سطح دوم فوتبال لتونی) در سال ۲۰۱۷، این تیم پس از ۱۴ سال عدم حضور لیگ برتر فوتبال لتونی (۲۰۱۷–۲۰۰۳) به این لیگ در سال ۲۰۱۸ صعود کرد.

## تاریخچه
یکی از باشگاه سابق و تیم اصلی شهر والمیرا که از سال ۱۹۷۸ تا ۱۹۹۳ فعال بود باشگاه فوتبال گاویا والمیرا بود که در سال ۱۹۹۰ فینال مسابقات فوتبال جمهوری شوروی سوسیالیستی لتونی را به دست آورد و پس از بازگرداندن استقلال لتونی در لیگ برتر فوتبال لتونی ادامه داد. با این حال، پس از فصل ۱۹۹۳ گاویا از لیگ برتر فوتبال لتونی سقوط کرد و در اواسط دهه ۱۹۹۰ یعنی ۱۹۹۳ در حالی که در لیگ ۲ بازی می‌کرد، منحل شد.
باشگاه فعلی در سال ۱۹۹۶ با نام والمیرا اف‌کی (باشگاه فوتبال والمیرا) تأسیس شد. در لیگ ۱ (دومین سطح برتر فوتبال لتونی) شرکت کرد. این تیم در لیگ ۱، دوم شد و به والمیرا این امکان را داد که با تیم نهم جدول ده تیمهٔ لیگ برتر فوتبال لتونی به رقابت پلی آف صعود/سقوط بپردازد. باشگاه فوتبال اسکونتو - متال برای یک مقام در دسته برتر فوتبال لتونی. در بازی اول در شهر ریگا اسکونتو-متال ۱ بر ۰ پیروز شد، اما والمیرا در بر حریف غلبه کرد و ۲ بر ۰ پیروز شد و در مجموع ۲–۱ پیروزی بدست آورد. به این ترتیب اولین حضور را در لیگ برتر فوتبال لتونی به دست آورد.
والمیرا در اولین فصل خود در لیگ برتر فوتبال لتونی در سال ۱۹۹۷ موفق شد از بین ۹ تیم با بهتر بودن نسبت به دو تیم ضعیف تر در رده هفتم قرار بگیرد. فصل بعد حتی موفق‌تر نیز بود زیرا تیم در لیگ برتر فوتبال لتونی پنجم شد و همین نتیجه در سال ۱۹۹۹ تکرار شد. هزاره جدید، مشکلات مالی را برای باشگاه فوتبال والمیرا به همراه داشت. پس از فصل ۲۰۰۳، تیم مجبور شد لیگ برتر فوتبال لتونی را به دلیل مشکلات مالی ترک کند و از آن زمان در لیگ ۱(سطح دوم برتر فوتبال لتونی) بازی کرد و توجه بیشتری به پرورش استعدادهای جوان داشت.
چندین بازیکن سابق والمیرا در تیم ملی فوتبال لتونی بازی کرده اند. اینها شامل ویتس ریمکوس، ویکتور موروزس، گاتیس کالنیش، دنیس رومانوف و ماریس اسمیرنوف هستند.
برای بیش از ده سال(۲۰۰۳ تا ۲۰۱۵) والمیرا یک تیم متوسط در لیگ ۱ بود. از سال ۲۰۱۰، تحت سرپرستی گاتیس گرگلیس، تعدادی از بازیکنان جوان محلی پیشرفت سریعی را تجربه کردند و این تیم به یکی از قدرتمندان لیگ ۱ تبدیل شد. در سال ۲۰۱۶ این سازمان ورزشی با نام "SO Valmiera Glass / Vidzemes Augstskola" یا " Valmiera Glass ViA " تأسیس شد. با نام اسپانسر قدیمی تیم والمیرا و دانشگاه Vidzeme که میراث فوتبال والمیرا را به ارث برد. همچنین باشگاه بسکتبال مدرسه به والمیرا گِلس وی‌ای پیوست. در سال ۲۰۱۷ بهترین گلزنان این تیم آلویس دوبوف و نیکس ساوانیکس بودند که به والمیرا گلس وی‌ای کمک کردند تا با اختلاف ۱۰ امتیازی لیگ اول لتونی (سطح دوم فوتبال لتونی) را قهرمان کند.
در سال ۲۰۱۸، والمیرا گِلس وی‌ای به لیگ برتر فوتبال لتونی بازگشت. یکی از بزرگترین قراردادهای خارج از فصل برای این تیم، بازگشت گاتیس کالنیش به زادگاهش بود، اما این مهاجم کهنه‌کار بیشتر به دلیل مصدومیت از میادین دور بود. این تیم در لیگ رقابت سختی دست و پنجه نرم کرد و در ده بازی ابتدایی لیگ تنها یک امتیاز کسب کرد. این منجر به تصمیم برای جایگزینی سرمربی قدیمی گرگلیس با مربی اوکراینی نیکولای تروباچوف (میکولا تروباچوف) شد. در سال ۲۰۱۹ تاماز پرتیا مربی گرجستانی جایگزین او شد.
در سال ۲۰۲۰ باشگاه به "والمیرا اف‌سی" (باشگاه فوتبال والمیرا) تغییر نام داد، بنا بر گزارش‌ها به دلیل اینکه والمیرا به دلیل مشکلات مالی وارد یک فرایند حفاظت قانونی شده‌است.

## عملکرد در رقابتهای اروپایی
| فصل     | رقابت             | مرحله             | حریف      | میزبان | میهمان | مجموع |
| ------- | ----------------- | ----------------- | --------- | ------ | ------ | ----- |
| ۲۰۲۰–۲۱ | لیگ اروپا         | مرحله اول مقدماتی | لخ پوزنان | ۰–۳    |        |       |
| ۲۰۲۱–۲۲ | لیگ کنفرانس اروپا | مرحله اول مقدماتی | سودووا    | ۰–۰    | ۱–۲    | ۱–۲   |
| ۲۰۲۲–۲۳ | لیگ کنفرانس اروپا | مرحله اول مقدماتی |           |        |        |       |